# Kritik av ateism
Kritik av ateism framförs huvudsakligen från teistiskt håll. Man kan dela in argumenten i ett antal kategorier: argument för att ateism enbart är en trosuppfattning utanför vetenskapens domän, argument för Guds existens (se Gudsbevis), motargument mot ateisters religionskritik, argument som ifrågasätter giltigheten i ateistens personliga skäl till sitt ställningstagande, samt argument som pekar på negativa konsekvenser för individen och samhället av avsaknaden av tro, inklusive argument som pekar på skillnader mellan ateisters och teisters moral och handlingar och konsekvenser av materialistiska ideologier. 

## Ateism som trosuppfattning utanför vetenskapens domän
En utbredd uppfattning bland teister och agnostiker, men som även uttrycks av vissa ateistiska förespråkare såsom Ingemar Hedenius och Christer Sturmark, är att frågan om Guds (eller gudars) existens aldrig konklusivt kan betraktas som avgjord genom filosofiska eller vetenskapliga argument. Ämnet är enligt dessa utanför vetenskapens domän, och ateism blir således en trosuppfattning, liksom frågan om gudars existens. Se demarkationsproblemet. Bland andra ateistiska förespråkare såsom forskarna Richard Dawkins och Victor J. Stenger finns dock uppfattningen att om Gud har effekter i vår verklighet (såsom att han lyssnar på och agerar med anledning av förböner) så är det i princip möjligt att studera Gud med vetenskapliga metoder, exempelvis vetenskapliga studier av effekten av förbön.
En teologisk förklaring som förekommer är att Gud inte låter sig bevisas logiskt eller vetenskapligt för att inte skolade människor ska ha ett försprång till en religiös tro, utan tron kan endast grundas på personliga andliga upplevelser, och förutsätter en ödmjuk inställning till det mänskliga förståndets räckvidd.
Uppfattningen att Gud inte kan studeras vetenskapligt baseras på René Descartes dualistiska världsbild, där världen består av en fysisk/materiell och en andlig verklighet, men endast den materiella verkligheten är lagbunden och kan observeras genom upprepningsbara experiment. Världsbilden spreds i samband med upplysningstidens delning mellan religion och vetenskap. Den vetenskapliga metoden kräver metodologisk naturalism, och forskare tillåts därför inte att i sina vetenskapliga publikationer formulera hypoteser och förklaringar som innefattar övernaturliga fenomen, utan studerar endast den lagbundna verkligheten. 
En modern variant av den dualistiska världsbilden, eller en liknelse för att förklara den, är att en programmerare (Gud) skapade en datorsimulering (universum) genom att formulera en uppsättning regler (fundamentala naturlagar) i form av ett datorprogram och starta programmet. Programmeraren behöver inte själv följa naturlagarna, utan kan ibland gå ifrån dem genom att stoppa simuleringen, manuellt modifiera dess tillståndsvariabler, och återstarta den. En observatör (människan) inne i simuleringen uppfattar då ändringen av tillståndet som en plötslig övernaturlig händelse, som inte kan studeras med upprepningsbara experiment, och inte kan beskrivas med naturlagar. Således kan inte vetenskap användas för att studera programmeraren och dennes ingripanden i skeendet. Vid dödsögonblicket kan hjärnans informationsinnehåll (vår själ) kopieras till en ny datorsimulering (en ny jord och en ny kropp) där andra naturlagar råder (där sjukdomar, död och resursbrist inte förekommer). Kopieringsprocessen påverkar inte tillståndet i vårt universum, och evigt liv kan således inte detekteras med vetenskapliga metoder.
Vissa teister menar att när ateister begränsar sina trosföreställningar efter enbart vetenskapliga argument så begränsar de helheten av människans erfarenhet. Vetenskap är inte tillämpligt på livets alla områden, bland annat etik och konst. Man menar att människan kan se och förstå saker utöver det som man kan få fram enbart med vetenskapligt experiment; så som att det är mer sannolikt att universum existerar än att det är en illusion. Det föregående går uppenbarligen inte att testa i ett experiment i ett laboratorium, i och med att laboratoriet är en del av vår verklighet och skulle därmed själv hypotetiskt kunna vara en del av "världsillusionen". Det vi däremot kan göra är att analysera denna hypotes/kosmologiska fråga i vårt förstånd och lyssna till vad vår intuition/logik säger att det som förefaller vara verklighet, självfallet är verkligt innan motsatsen är bevisad (det är självevident att det långt mer enklare svaret; att det som förfaller vara verklighet är verkligt, är det som är det sannolikast). 
Vid påståendet att ateism implicerar tro eller obevisade antaganden använder kritiker av ateism ibland termen "tro" i samma betydelse som ateister själva använder termen, således betydandes en blind, icke reflekterande eller oberättigad uppfattning, baserad på indoktrinering från föräldrar eller det sekulärar samhället. Andra avser en övertygelse, baserad på ärligt kunskapssökande och personliga upplevelser och erfarenheter, på liknande sätt som en religiös tro som utvecklats efter religiöst sökande eller omvändelse. 
Ibland innebär detta argumentet att man lägger bevisbördan på ateismen, eller som fallet är med agnostiker och svaga ateister, man lägger den på både stark ateism och teism. Att lägga bevisbördan på ateismen kan dock vara komplicerat då det kan vara svårt att bevisa någonting negativt - att visa någontings icke-existens. I det fallet består argumenten för stark ateism huvudsakligen av argument mot teism, vilket är i enlighet med att påstå att ateism endast är en brist på tro snarare än en tro i sig. Vissa anhängare av stark ateism hävdar att eftersom de betraktar bevisbördan som liggande hos teismen så har de ingen förpliktelse att erbjuda argument mot teismen. De ser snarare stark ateism som en utgångspunkt, på samma sätt som icke-tro på jultomten är utgångspunkten och de som vill bevisa motsatsen har bevisbördan. Svaga ateister och agnostiker menar däremot ofta att varken teism eller stark ateism är dugliga som utgångspunkter. De beskyller följaktligen båda lägren för att använda argumentum ad ignorantiam.
Ett ateistiskt svar är att betona att (svag) ateism är ett förkastande eller brist på tro, inte en tro i sig.  Detta argument sammanfattas ofta med hänvisning till Don Hirschberg's berömda uttalande, "att kalla ateism för religion är som att kalla flintskallighet för en hårfärg."
Ett annat ateistiskt svar på argumentet är att hävda att användandet av termen "tro" i sammanhanget, ignorerar distinktionen mellan teistisk och ateistisk tro. Tro kan betyda 'fullständigt förtroende för en person eller idé, etc.' Tro kan även betyda 'Uppfattningen som inte vilar på logiskt bevis eller empirisk evidens'. Det hävdas då att när teisten talar om sin tro, så gör han det i de senare betydelserna. När han hävdar att ateisten också har tro så är den enda passande definitionen den första men hans argument antyder inte desto mindre de senare (se ekvivokation).
Vissa personer har, som svar på argumentet, dragit analogin med Russells tekanna.

## Argument för Guds existens
Huvudartikel: Gudsbevis
De mest direkta kritiken av ateism är argument för existensen av en högre makt, identifierad som en eller flera gudar. Idag är det få som betrkatar de medeltida Gudsbevisen som absoluta bevis, men nya varianter av bevisen och nya argument förekommer i debatten.  
Trots den utbredda uppfattningen att frågan om Guds existens är utanför vetenskapens domän, det vill säga att man inte kan kontrollera om Gud finns med vetenskapens hjälp (i ett upprepningsbart experiment) så menar teister att man ändå ser spår och tecken som pekar på Guds existens som grundas på vetenskapliga observationer. Exempel:
- Om fysikens så kallade naturkonstanter (till exempel elektriska elementarladdningen, ljushastigheten i vakuum, gravitationskonstanten, Plancks konstant och protonens vilomassa) hade värden som var några procent högre eller lägre skulle universum inte existera och vara stabilt så länge att liv kan utvecklas. Naturkonstanterna tycks således vara finjusterade. Enligt teister indikerar detta att det finns en intelligent tanke bakom naturlagarna, dvs att Gud skapade världen genom att formulera ändamålsenliga naturlagar. En icke-religiös förklaring bygger på en multiuniversateori som innebär att det finns många universa med olika värden på naturkonstanterna, men eftersom vi endast observerar vårt eget universum så måste det vara gynnsamt för liv. Teister menar då att en intelligent skapare är en enklare förklaring än en multiuniversateori, och därför bör föredras ur vetenskapsteoretisk synvinkel enligt principen om Occams rakkniv. Ateister svarar att antagandet om en intelligent skapare inte förenklar någonting, eftersom det leder till frågan om vem/vad som skapat den intelligente skaparen, på vilket teister svarar att en ickefysisk entitet som existerar bortom tid och rum, per definition är tidlös och utan orsak och att alla andra antganden leder till en oändlig regress av orsakssamband.

- Det teleologiska argumentet för Guds existens innebär att livet eller universum är så komplext och ändamålsenligt att det måste vara skapat. Exempelvis menar den före detta ateistiske tänkaren Antony Flew att det avgörande argumentet för hans omvändelse till deism var att den komplexa DNA-molekylens och det biologiska livets uppkomst fortfarande inte har fått en tillfredsställande naturvetenskaplig förklaring. Han hävdade tidigare att man bör förutsätta ateism så länge bevis på en Gud saknas. Han står fortfarande bakom denna evidensbaserade hållning, även om han mot slutet av sitt liv blev övertygad om att sådana bevis existerar.

- Vissa vetenskapliga studier av förbönens effekt har påvisat effekt. Emellertid är dessa studier relativt få och har kritiserats för vissa svagheter. Andra försök har påvisat avsaknad effekt av förbön. Således har man inte med säkerhet påvisat någon effekt av förbön.

- Forskning tyder på att människan har en medfödd instinkt att tro på Gud [1], och detta tillsammans med det faktum att människan genom historien i så hög grad har varit religiös används som argument för att människan skulle ha en medfödd gudsmedvetenhet.

Gud har i alla tider används för att förklara "hål" i vetenskapen - ännu oförklarade observationer. Problemet är att många av hålen får förklaringar med tiden. Ett område som i princip står oförklarat av naturvetenskapen är livets uppkomst, det finns ännu ingen fullständig förklaring till livets ursprungliga uppkomst. Bland annat företrädare för intelligent design menar att detta visar att livet tillkom genom ett intelligent ingripande. Andra teister, som förespråkar teistisk evolution har dock inga problem med att livet skulle ha tillkommit av en slump, och att de av Gud skapade naturlagarna skulle vara tillräckliga för att förklara livets och människans uppkomst.
Förespråkare för intelligent design menar att man kan besvara frågan om vad som kan ha orsakat - det som förefaller vara just - "finjusterade" naturkonstanter och vad som kan ha orsakat Big Bang ur fullständigt "ingentinghet" etc, är att det finns en designer som står bakom vårt universum och att det är en logisk slutledning, om än inte upprepbart i ett experiment (än så länge, vissa förespråkare för intelligent design menar att det i framtiden kommer att finnas en metod för att bedöma vad som är uppkommit genom design och vad som är "icke-design". En av dem är forskaren och författaren William A. Dembski som säger sig försöka utarbeta en teori om detta). (Källa: )
Vissa ateistiska författare såsom Richard Dawkins och Viktor J. Stenger hävdar dock att vetenskapen visar att Gud inte behövs som förklaring till universum och livets uppkomst och att ondskans problem är ett bevis för att Gud inte existerar.
Agnostiska filosofer kritiserar ateismens höga krav på säkerhet och hävdar att agnosticism (som liknar svag ateism) är en bättre ståndpunkt, eftersom man menar att det varken finns skäl för teism eller ateism.

## Ateism som ett förkastande av viss form av teism
Vissa kritiserar inte ateismen i sig, men är kritiska till att vissa ateister kan ha kommit fram till sin hållning genom konfrontation med en speciell typ av teism. Sådana individer kan ha blivit presenterade för en dåligt konstruerad teistisk modell eller haft negativa upplevelser av någon religiös institution. Sett från det perspektivet kan ateism betraktas som en negativ reaktion till en mänsklig institution uppbyggd kring en enskild upplevelse av teism som kanske inte är giltig.

## Ateisms effekter på individen

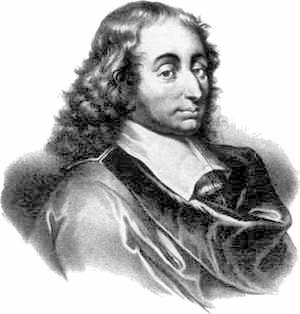
Blaise Pascal formulerade sitt vad i Pensées (1669): "Låt oss väga vinningen mot förlusten i vadet om Guds existens. Låt oss uppskatta de två chanserna. Om du vinner, vinner du allt; om du förlorar, förlorar du ingenting. Slå alltså, utan tvekan, vad om att Han finns."

Författaren Alister McGrath har kritiserat ateism genom hänvisning till studier som han tolkar som föreslåendes att religion och tro på Gud korrelerar med förbättrad individuell hälsa, glädje och förväntad livslängd." Hälsa, förväntad livslängd och andra välståndsfaktorer är visserligen generellt sett högre i länder där många saknar tro på Gud än i mer religiösa länder , men detta kan förklaras med ökad ekonomiskt välstånd och ökad utbildningsnivå, som i sin tur leder till att människor får minskat behov av religion.
Filosofen Blaise Pascal hävdade att utan Gud skulle människor endast kunna skapa hinder och övervinna dessa i försök att undkomma leda. Dessa symboliska segrar skulle i slutändan bli meningslösa eftersom människor förr eller senare dör. Detta var en tillräckligt god anledning till att inte vara ateist. En rad religioner hävdar också att ateism har negativa effekter för individens liv efter döden, en poäng som Pascal gör med sitt vad (se bild). För den som inte tror på ett liv efter döden är ett sådant argument troligtvis irrelevant.

## Ateism och moral
Vissa kritiker av ateism menar att brist på tro på existensen av en absolut moral, och på att livet har högre värden än vårt materiella välbefinnande, kan leda till minskad motivation att leva moraliskt. Kristna tror även att den Helige Ande kan hjälpa en överlåten kristen att efterleva sina värderingar. Som bevis på detta pekar man på den mängd gåvor, till exempel tiondegivande och klädinsamlingar, som religiösa människor lyckas samla in, och på den mängd oegennyttiga handlingar i form av ideellt arbete som många religiösa människor genomför varje vecka, på gemenskapen i en kristen församling och på det kärleksfulla bemötande en frikyrkobesökare kan få (s.k. love bombing, som är vanligt särskilt inom sektliknande samfund). Exempel på oegennyttiga handlingar som brukar lyftas fram är frälsningsarmens sociala arbete bland utslagna, pingströrelsens skolor och annan missionsverksamhet i U-världen eller Moder Teresas arbete bland fattiga i Calcutta. 
Kristna menar ofta att västerländska humanistiska demokratiska värderingar har vuxit fram i kristen kultur och i frikyrkligt föreningsarbete. De stora världsreligionerna spreds i en tid när människor började leva i mångkulturella städer därför att de minskade klansamhällenas rasism och lade grunden för rättsamhället. Man menar att många människors etiska värderingar härrör från deras egen eller tidigare generationers religiösa uppväxt, men att dessa värderingar försvinner från samhället i takt med att sekulariseringen. Förutom ovanstående psykologiska och sociologiska förklaringar tror vissa religiösa människor även på ondska som ett existerande fenomen, som ökar när antalet bedjande troende människor minkar i samhället. Som exempel pekar man på ökad kriminalitet på vissa områden, ökad ensamhet, ökat droganvändande och sämre psykisk hälsa bland barn. Man menar att ateism leder till förändrade värderingar i samhället, till exempel ökad individualism, försvagade familjestrukturer, fler skilsmässor, utbredning av AIDS och veneriska sjukdomar, och att barn drabbas av den vuxnes vilja att förverkliga sig själva och sin livsstil. Man menar att respekten för livet, för mänskliga rättigheter och för alla människors lika värde försvagas när livet inte längre upphöjs till något heligt. Irans president Mahmoud Ahmadinejad har offentligt uttalat att ateism är roten till människans problem idag. 
Följaktligen har ateister blivit anklagade för att de har svag rationell grund för att uppträda moraliskt. Det var exempelvis under många år inte möjligt för ateister att vittna i rättegångar eftersom man inte ansåg att de hade någon anledning att tala sanning.
Många ateister förnekar den synen och många menar att det inte krävs någon religiös motivation till att leva ett moraliskt liv. De hävdar att ateister är i lika hög, eller högre, grad motiverade att agera moraliskt gentemot sina medmänniskor som vem som helst, dock enligt en mer tidsenlig och ändamålsenlig moralisk värdeskala. Till stöd för detta påstående har ateister hänvisat till en mängd olika icke-religiösa källor till moraliskt beteende som uppfostran; naturlig empati; medlidande och intresse för andra; respekt för ordning, samhälle och lagar; samt ett begär efter gott rykte och självkänsla. Enligt detta synsätt härstammar sant moraliskt uppträdande från altruistiska motiv, inte från rädsla för straff eller hopp om belöningar efter döden. En hel del ateister har bevisligen anammat moraliska filosofier som sekulär humanism, empiricism och utilitarism, vilka tillhandahåller ett moraliskt ramverk som inte grundas i konservatism och religiös tro.
Många av dagens teister såväl som ateister tror inte att människors personliga tro eller icke-tro har någon större påverkan på deras moraliska uppträdande. Många kristna menar att deras religion inte handlar om att man anser sig ha högre moral, utan tvärtom om att man inser att man behöver förlåtelse från synd och hjälp att efterleva sina värderingar. Det spekuleras i att många frikyrkliga medlemmar har omvända missbrukare och kriminella i släkten, och därför kanske har ärftlig potential att utveckla missbruk. Dalai Lama har sagt att medlidande och tillgivenhet är mänskliga värden som är oberoende av religion: Vi behöver dessa mänskliga värden som jag kallar sekulär etik, sekulära trosuppfattningar. Det finns inget samband med någon särskild religion. Även utan religion, även som icke-troende, har vi förmågan att befrämja dessa ting. Andra hävdar att religion visserligen kan förhöja en individs moraliska känslighet men att detta inte innebär att ateister inte kan ha en vettig etik. Ateisten Roy Hattersley medger att religiöst troende, som exempelvis aktiva inom Frälsningsarmén och Little Sisters of the Poor, besitter "moraliska imperativ" som kan göra dem "moraliskt överstående ateister" som han själv.
Uppfattningen att ateister kan leva moraliskt kan också stödjas av det traditionellt kristna konceptet naturrätt. Den katolska kyrkan lär ut att mänskligt förstånd gör människor benägna att söka det rätta och undvika synd och att människor därför fortfarande skulle ha en fallenhet för moraliskt beteende även utan kunskap om uppenbarad gudomlig lag. Denna naturliga lag skulle tillhandahålla fundamentet på vilket människor kan formulera moraliska regler för att guida ens val och reglera samhället. Även andra kristna grupper använder sig av liknande resonemang.

## Ateism och totalitära regimer
En kritik av ateismen utgår ifrån att det funnits officiellt ateistiska stater som har varit auktoritära eller totalitära och som förföljt och förtryckt troende. Som till exempel Albanien som under Enver Hoxha 1967 startade en kampanj för att utrota religionen i landet vilket resulterade i att man i 1976 års konstitution uttryckligen slog fast att staten ska bedriva ateistisk propaganda. 
En motkritik är att det typiska för de stater som bedrivit dessa förföljelser, är att de inte primärt har varit ateistiska utan haft totalitära ideologiska mål som de strävat efter och att ateismen endast varit en bieffekt av dessa ideologiska mål. Förföljelsen säger något om dessa ideologier och inte om ateismen i sig självt.